# Jūryāb
Jūryāb (persiska: جوریاب) är en ort i Iran.   Den ligger i provinsen Gilan, i den norra delen av landet, 230 km nordväst om huvudstaden Teheran. Antalet invånare är 754.
Terrängen runt Jūryāb är mycket platt. Runt Jūryāb är det ganska tätbefolkat, med 155 invånare per kvadratkilometer. Närmaste större samhälle är Lāhījān, 18,7 km sydost om Jūryāb. Trakten runt Jūryāb består till största delen av jordbruksmark.